# Jin Huaidi

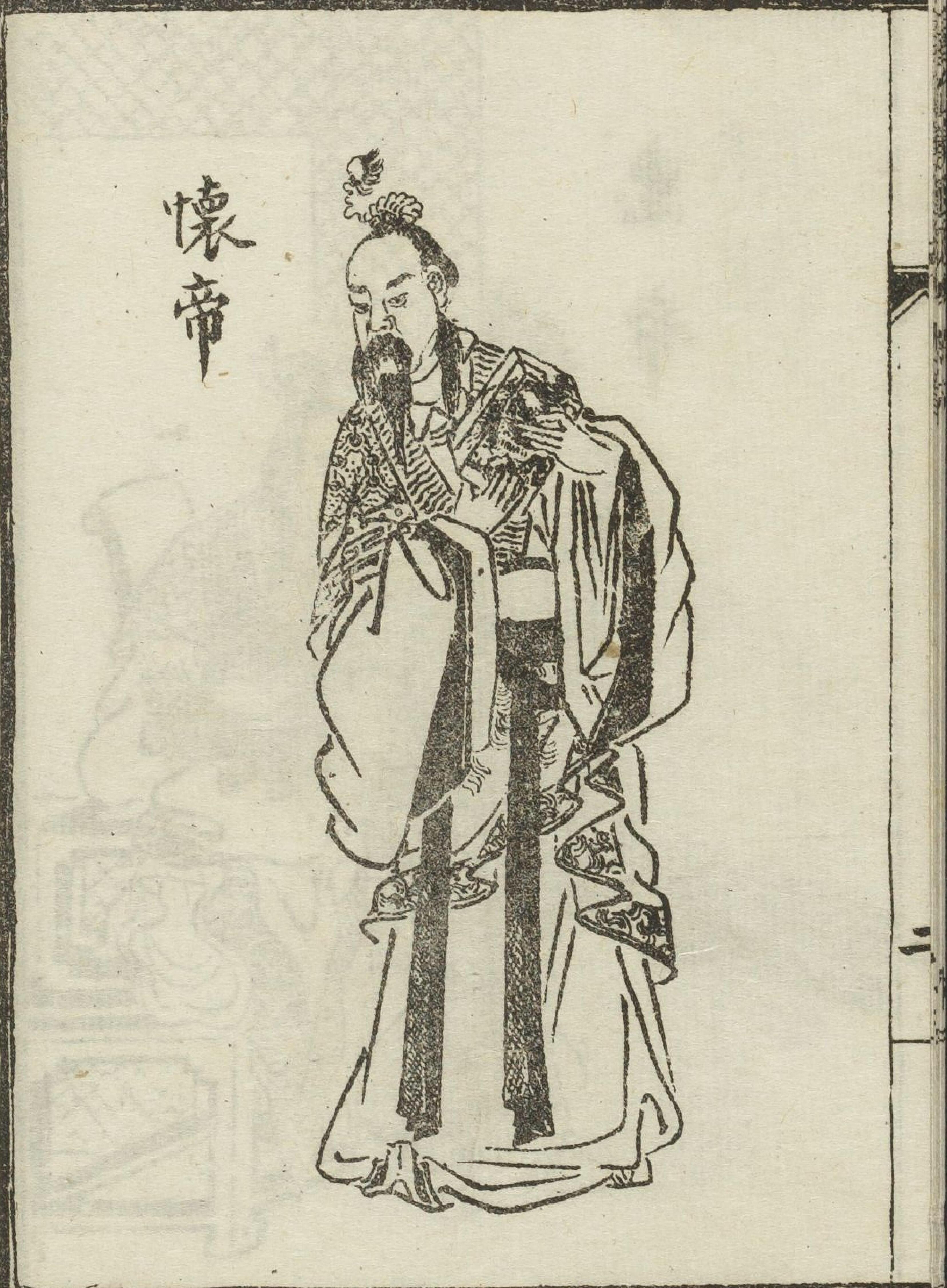
Jin Huaidi, fiktive Darstellung aus dem 17. Jahrhundert

Jin Huaidi (晉懷帝, Sima Zhi; * 284; † 313) war in den Jahren 306 bis 313 chinesischer Kaiser aus der Jin-Dynastie. Er war ein Sohn von Kaiser Jin Wudi. 
Die Regierungszeit seines Vaters und die seinige war geprägt von einer zunehmenden Schwäche der kaiserlichen Zentralregierung. Fremde Stammesgruppen und örtliche Machthaber erhoben sich gegen den Kaiser. 311 griffen die Xiongnu unter Liu Cong die kaiserliche Hauptstadt Luoyang an. Die Stadt wurde erobert und geplündert, was in den chinesischen Quellen als katastrophales Ereignis betrachtet wurde: Das erste Mal war eine kaiserliche Hauptstadt von fremden Eindringlingen erobert worden. Sogar der Kaiser geriet in Gefangenschaft und wurde nach Pingyang gebracht. Dort wurde er zunächst gut behandelt, zwei Jahre später aber dennoch auf Befehl Liu Congs ermordet.